# 방법공학
방법공학 또는 메서드 엔지니어링(Methods engineering)은 산업 생산 공정의 인간 통합과 관련된 산업공학 및 제조공학의 하위 전문 분야이다.

## 개요
개인이 참여하는 생산 과정의 설계로 설명할 수도 있다. 방법공학자의 임무는 원자재를 완제품으로 변환하는 과정에서 인간이 어디에 활용될 것인지, 작업자가 할당된 작업을 가장 효과적으로 수행할 수 있는 방법을 결정하는 것이다. 운영 분석, 작업 설계 및 단순화, 방법 엔지니어링 및 기업 리엔지니어링이라는 용어는 종종 같은 의미로 사용된다.
비용을 낮추고 신뢰성과 생산성을 높이는 것이 방법공학의 목표이다. 방법 효율성 공학은 생산성 향상을 통한 비용 절감에 중점을 둔다. 각 입력 단위에서 얻은 출력과 각 기계 및 사람의 속도를 조사한다. 방법 품질 공학은 품질과 신뢰성을 높이는 데 중점을 둔다. 이러한 목표는 프로젝트 선택, 데이터 수집 및 프리젠테이션, 데이터 분석, 데이터 분석을 기반으로 한 이상적인 방법 개발, 마지막으로 방법의 표현 및 구현이라는 5단계 순서로 충족된다.